# Eos

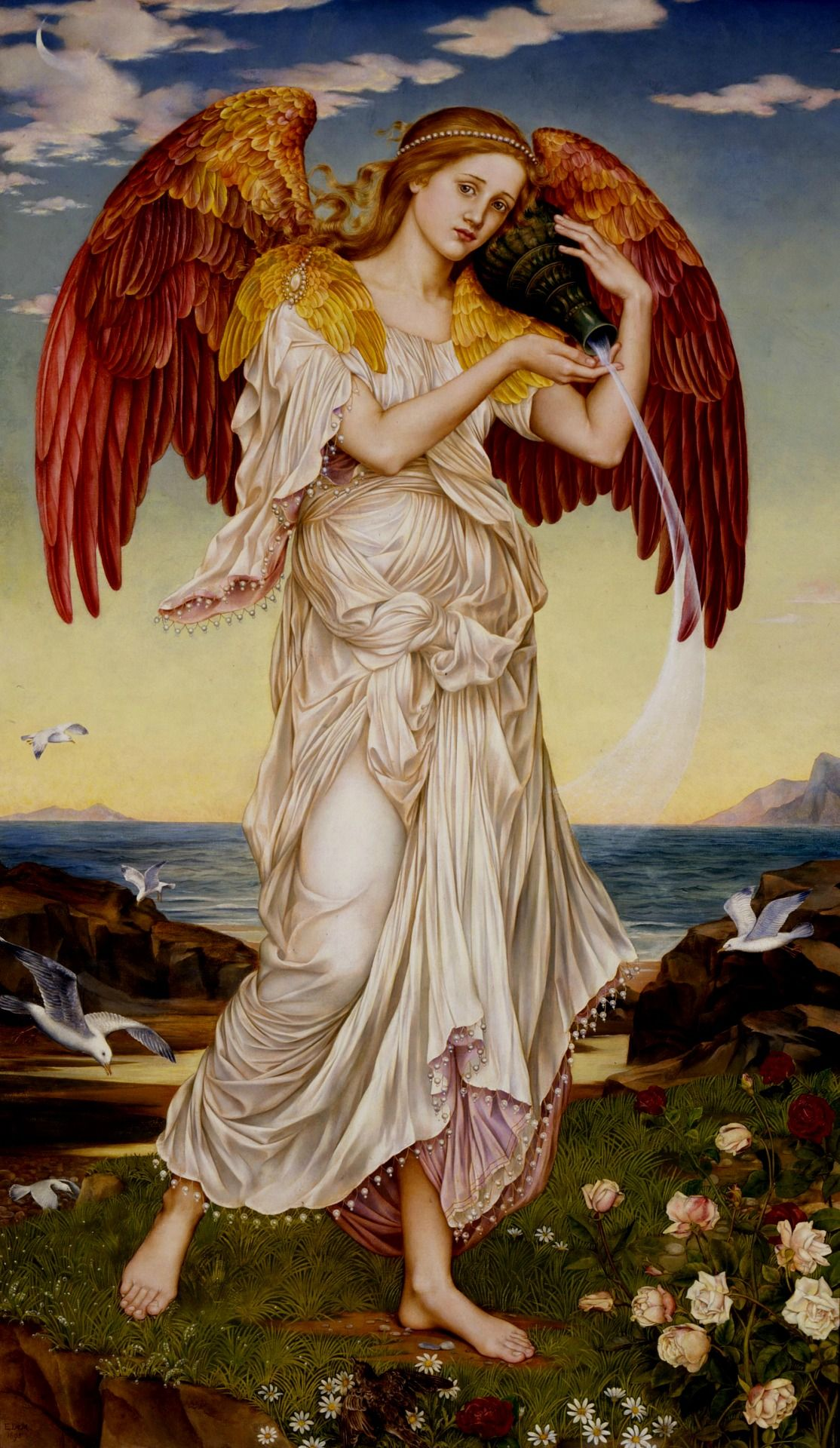
Eos - Aurora

Eos este zeița zorilor în mitologia greacă.

## Mitologie
Pământul (Gaia) puternic și îmbelșugat dădu naștere cerului albastru de necuprins, Uranus, și acesta se întinse deasupra Pământului. Uranos si Geea au avut șase fii și șase fiice, numiți titani, puternici și de temut.
Titanul Hyperion și soția sa Theia au adus pe lume copiii lor: Soarele - Helios, Luna - Selene, și Zarea împurpurată - Eos (Aurora), cea cu degete trandafirii. De la Astreos și Eos au purces toate stelele care scânteiază pe cerul întunecat al nopții și toate vânturile: Boreas - vântul furtunos de miazănoapte, Euros - cel de răsărit, Notos - vântul umed de miazăzi, Zefyros - vântul blând de apus, purtător de nori bogați în ploaie.
Deoarece reprezenta zorii, grecii o numeau „zeița cu degetele trandafirii”. A fost pedepsită de Afrodita să fie o eternă îndrăgostită.